# Gift Kampamba
Gift Kampamba Muntanga (Kitwe, 1 de janeiro de 1979) é um ex-futebolista zambiano que atuava como ponta-direita.

## Carreira
Jogava inicialmente como ala, antes de passar a ser utilizado como ponta-direita. Em sua carreira, defendeu Nkana (2 passagens), Mamelodi Sundowns, IFK Hässleholm, Rostov, City Pillars, Sabah, Mpumalanga Black Aces e Green Buffaloes, onde parou de jogar em 2010, com apenas 31 anos.

## Seleção Zambiana
Kampamba estreou pela Seleção Zambiana em maio de 1998, no empate por 1 a 1 com Angola, e marcou seu primeiro gol pelos Chipolopolo em julho de 2000, na vitória por 2 a 0 sobre a Etiópia, pela fase preliminar das eliminatórias para a Copa de 2002. Neste ano, participou da Copa Africana de Nações disputada no Mali, jogando as 3 partidas da seleção, que terminou sendo eliminada na fase de grupos.
Seu último jogo pela Zâmbia foi contra o Togo, em junho de 2005. Válida pelas eliminatórias da Copa de 2006, a partida terminou com derrota dos Chipolopolo por 4 a 1, e Kampamba marcou o gol de honra de sua equipe.
Ele ainda representou a seleção Sub-20 na Copa do Mundo da categoria em 1999, também atuando nos 3 jogos do time, que também foi eliminado na primeira fase com uma vitória, um empate e uma derrota.

## Títulos
Nkana
- Campeonato Zambiano: 1999